# رشاشيات
الرَّشَاشِيَّات (الاسم العلمي: Aspergillaceae)، فصيلة فطريات من رتبة العوفنات والتي تُعرف عادةً بالعفن الأزرق والأخضر. تشمل الفصيلة الأجناس المعروفة والمرصودة من الرشاشية والمِكْنَسِيَّة ومن بين أجناس العفن الأقل شهرة مثل الفطر الزقي Penicilliopsis.

## التصنيف
قُيدت الفصيلة في عام 1824 من قبل عالم النبات الألماني يوهان هاينريش فردريش لينك
- رشاشية
- مكنسية